# Општина Сарбиј-Магура (Олт)
Сарбиј-Магура (рум. Sârbii-Măgura) општина је у Румунији у округу Олт.
Oпштина се налази на надморској висини од 181 m.

## Становништво

### Хронологија
| Година       | 2004 | 2005 | 2006 | 2007 | 2008 | 2009 | 2010 | 2011 | 2012 | 2013 | 2014 | 2015 | 2016 | 2017 |
| ------------ | ---- | ---- | ---- | ---- | ---- | ---- | ---- | ---- | ---- | ---- | ---- | ---- | ---- | ---- |
| Становништво | 1915 | 1932 | 1965 | 1993 | 1990 | 1982 | 1975 | 1989 | 1969 | 1964 | 1944 | 1912 | 1908 | 1862 |